# اثر دیدرو

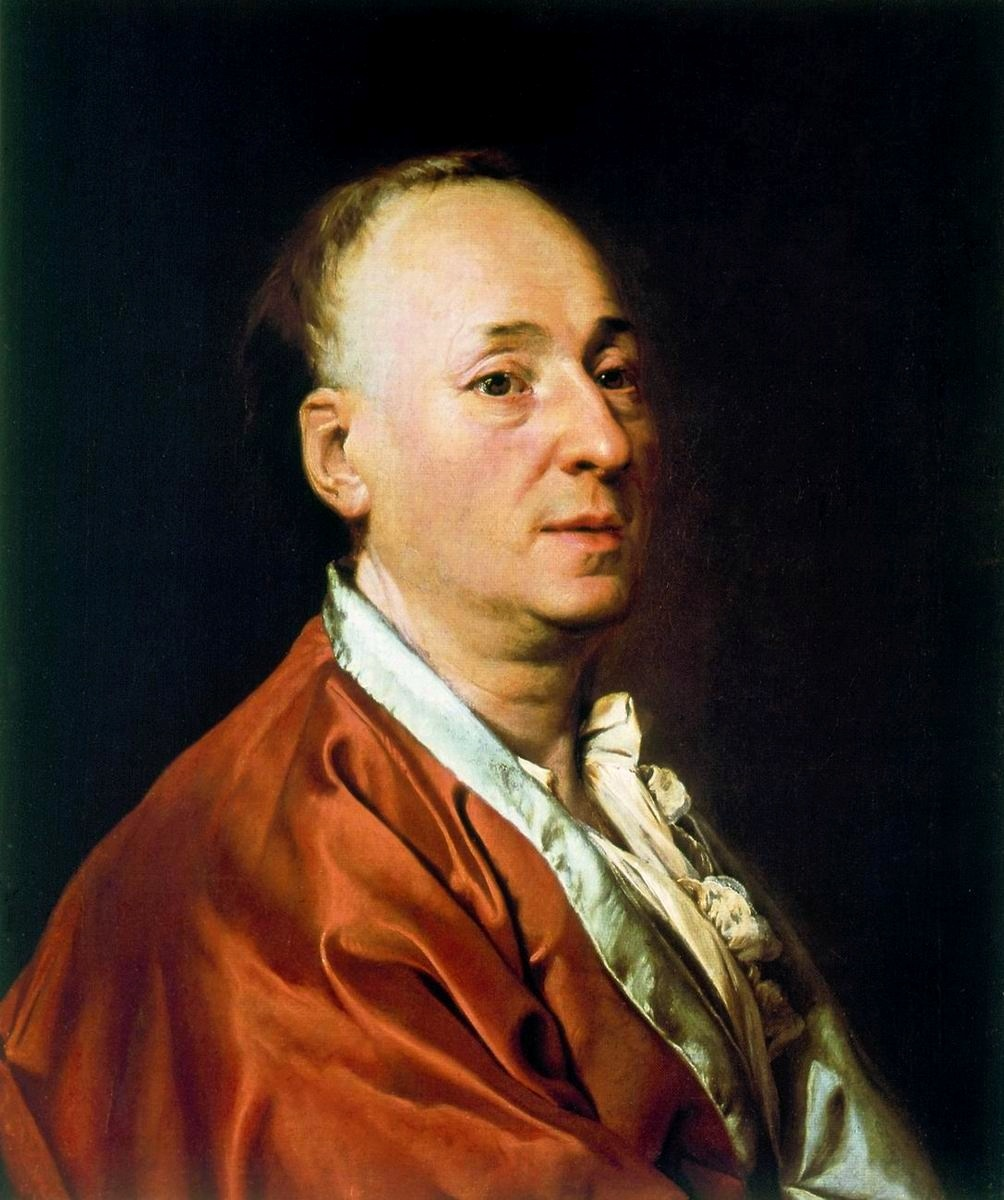
دیدرو در روپوش سرخ، اثر دمیتری لویتسکی، ۱۷۷۳

اثر دیدرو (انگلیسی: Diderot effect) پدیده‌ای اجتماعی دربارهٔ مصرف‌گرایی است. این پدیده با دو مفهوم در ارتباط است. مفهوم نخست اینکه مصرف‌کننده کالاهایی را می‌خرد که وحدتی با هویت و حس خودانگاره او داشته باشند و درنتیجه «او را کامل کنند» و مفهوم دوم اینکه اگر مصرف‌کننده کالایی بخرد که با کالای مکمل کنونی او متفاوت باشد، این امر باعث آغاز فرایند تدریجی و ناگزیر مصرف
می‌شود. عبارت اثر دیده‌رو را انسان‌شناس کانادایی گرنت مک‌کرکن (Grant McCracken) در سال ۱۹۸۸ تعریف کرد و آن را به نام فیلسوف فرانسوی دنی دیدرو، که این پدیده را در انشا (جستار)ی توصیف کرده بود، نامگذاری کرد.
این عبارت در مباحث مرتبط با مصرف پایدار و مصرف‌گرایی سبز رایج شده‌است و به فرایندی اشاره دارد که خرید یا هدیه گرفتن یک کالای مصرفی باعث نارضایتی فرد نسبت به دارایی‌ها و محیط کنونی‌اش می‌شود و ممکن است به الگویی تدریجی و ناگزیر (مارپیچی) منجر شود که تأثیرات محیطی، روانشناختی، و اجتماعی منفی داشته باشد.

## تبارشناسی
این پدیده نخستین بار در انشای دیدرو با عنوان «پشیمانی از وداع با رب دو شامبر (روپوش) قدیمی‌ام» (به فرانسوی: Regrets sur ma vieille robe de chambre) توصیف شده‌است. دیدرو در این انشا می‌گوید که پس از دریافت رب دو شامبر سرخ گران‌قیمتی که به او هدیه شده بود، در مقام مقایسه دارایی‌های دیگرش در نظرش حقیر می‌آمد و به این امر تشویق شد که کالاهای زیبا و گرانقیمت دیگری بخرد که با رب دو شامبر شیک و برازنده‌اش هم‌طراز باشند. برای مثال دیدرو صندلی نیین قدیمی‌اش را با صندلی چرمی مراکشی تعویض کرد و میز تحریر گران‌قیمتی خرید. این امر در نهایت باعث شد دیدرو مبالغی را مقروض شود. به گفتهٔ او «من بردهٔ روپوش سرخ جدیدم شده بودم.»

## کاربرد
گرنت مک‌کرکن می‌گوید اثر دیدرو نتیجهٔ برخورد مصرف‌کننده با «کالاهایی با خاصیت تکمیل کنندگی اجتماعی» (برای مثال البسه، مبلمان، خودرو و …) است. جولیت شور (Juliet Schor) اقتصاددان نیز از این اثر در توصیف مصرف‌گرایی ناشی از نارضایتی از پایگاه اجتماعی افراد استفاده می‌کند.